# Clara Edwards
Clara Edwards   (17 d'abril de 1880 - 17 de gener de 1974) fou una cantant, pianista i compositora estatunidenca. Va utilitzar també el pseudònim de Bernard Haigh.

## Biografia
Clara Gerlich, el seu nom de naixement, va néixer al municipi de Decoria, del comtat de Blue Earth, Minnesota. Va rebre la seva educació a la Mankato State Normal School i a la Cosmopolitan School of Music de Chicago. Es va casar amb el metge John Milton Edwards abans d'acabar la carrera i la parella es va traslladar a Viena, on Clara va continuar estudis musicals i va tenir una filla. A Europa es va preparar per a una carrera com a cantant i va oferir concerts tant als Estats Units d'Amèrica com a Europa, abans de traslladar-se a la ciutat de Nova York el 1914. Dos anys més tard, el seu marit va morir, deixant Clara sense ingressos estables per mantenir-se i mantenir la filla.
Per necessitat financera, Edwards va començar la seva carrera com a compositora i compositora de cançons la dècada del 1920, unint-se a la Societat Americana de Compositors, Autors i Editors (ASCAP) el 1925. Va fer una gira en una companyia de vodevil en aquella època i va organitzar la Companyia de Concerts Chautauqua el 1934. Va col·laborar sovint amb l'autor de cançons Jack Lawrence, però també va escriure moltes de les lletres de les seves pròpies cançons.

## Música
Clara Edwards va compondre més de 100 obres i va publicar més de 60 cançons. Algunes de les seves cançons són religioses, i va escriure arranjaments corals per a algunes d'elles. També va compondre música per a piano sol, per a obres de teatre de marionetes infantils i pel·lícules d'animació. Les seves cançons han estat gravades i editades en CD i s'han utilitzat en bandes sonores de pel·lícules i en pel·lícules d'animació.
Les seves cançons van ser "publicades ràpidament pels editors", i molts cantants famosos les van interpretar, incloent-hi la soprano Lily Pons i els barítons John Charles Thomas i Ezio Pinza. Van assolir encara més èxit quan es van presentar al popular programa de ràdio The Bell Telephone Hour. "Es distingeixen per les seves melodies de bon gust i veritablement encantadores" i es consideren algunes de les "millors cançons de concert d'estil de balada". Les seves cançons van "barrejar amb èxit els estils de la cançó d'art i de la balada popular sentimental".
Potser la seva cançó més exitosa va ser "With the Wind and the Rain in Your Hair", amb text de Jack Lawrence. Publicada per primera vegada el 1930, es va convertir en un èxit una dècada més tard. Dues de les seves altres cançons més conegudes són "By the Bend of the River" i "Into the Night". Aquesta última és utilitzada freqüentment pels professors de cant com a peça de formació i s'inclou en diverses antologies de cançons.
Clara Edwards va morir a la ciutat de Nova York.

## Cançons publicades
Publicades per G. Schirmer tret que s'indiqui el contrari
- After (una cançó de contrastos), 1927
- All Thine Own, Carl Fischer, 1935
- At Twilight, 1944
- At Your Window, 1951
- Awake! Arise! (una cançó per Setmana Santa), Oliver Ditson, 1927
- Awake, Beloved!, 1925
- A Benediction, 1927
- Birds (text de Moira O'Neill), 1958
- Bring Back the Days, Oliver Ditson, 1945
- By the Bend of the River, 1927[10]
- Can this be Summer? (una cançó d'enyorança), 1926
- Clementine, 1927
- Come, Love, the Long Day Closes (una cançó de devoció), 1928
- Cradle Song
- The Day's Begun, 1930
- Dedication (canço religiosa), 1961
- Dusk at Sea (text de Thomas S. Jones), Jack Mills Inc., 1923
- The Eastern Heavens are all aglow (nadala), 1927
- Evening Song, 1934
- Every One Sang (una cançó d'exultació) (text de S. Sassoon), 1921
- Fear Ye Not, O Israel (cançó religiosa), 1942
- The Fisher's Widow (text de Arthur Symons), 1929
- Forward We March, Galaxy Music Corp., 1940
- Gipsy Life, 1932
- I Bring you lilies from my Garden, Oliver Ditson, 1927
- I Dream of You, 1952
- In the Moonlight, 1951
- Into the Night (text de la compositora), 1939
- I've Lived and Loved,editor desconegut, 1941
- Joy (text de T. Hollingsworth), 1943
- Lady Moon (text de Thekla Hollingsworth), Oliver Ditson, 1927
- Little Shepherd's Song (melodia del segle xiii) (text de William Alexander Percy), Jack Mills Inc., 1952
- Lonesome (text de N. R. Eberhart), 1926
- The Lord is Exalted (religiosa), 1940
- Love Came to Me
- A Love Song, Oliver Ditson, 1945
- Morning Serenade (A Reveille) (text de Madison Julius Cawein), 1928
- My Homeland, 1934
- My Little Brown Nest by the Sea (text de T. Hollingsworth), Jack Mills Inc., 1923
- My Shrine (cançó de boda), 1948
- O Come to Me
- O Magic Night of Love, 1927
- Ol' Jim, 1952
- Out of the Dusk (una reverie), 1927
- A Prayer (religiosa), 1932
- The Snow, 1962
- Sometimes at Close of Day (una cançó pensativa), 1925
- Song of my Soul
- Song of the Brooklet (text de V. McDonald), 1932
- Spain (España), 1929
- Stars of the Night, Sing Softly (text de T. Hollingsworth), 1929
- 'Tis Enough (text de Kenneth Rand), Jack Mills Inc., 1923
- To a Little Child, 1954
- To Stars and You
- To Thee, Divine Reedemer, 1948
- The Twenty-Seventh Psalm (The Lord is My Light), 1938
- We Walked in the Garden, 1939
- When I am Gone, Beloved
- When I Behold, 1929
- When Jesus Walked on Galilee (religiosa), 1928[11]
- When the Sun Calls the Lark, Oliver Ditson, 1929
- When You Stand by your Window, 1944
- The Wild Rose Blooms, 1940
- With the Wind and the Rain in Your Hair (text de Jack Lawrence), 1930, reeditada per Paramount Music Corp., 1940
- A Yesterday
- Your Picture, Chappell Music, 1952

## Solos de piano publicats
Publicats per G. Schirmer tret que s'indiqui el contrari
- By the Bend of the River (Barcarola), arranjament de Carl Deis
- Cloud Ways
- Nodding Flowers
- The Rocking Chair
- The Swing
- The Waves

## Arranjaments corals publicats
Publicats per G. Schirmer tret que s'indiqui el contrari
- Awake! Arise! (Easter Anthem) (arranjament de William Stickles), veus mixtes, 1958
- By the Bend of the River, diversos arranjaments
- Clementine, veus de dones
- Come, Love, the Long Day Closes, veus d'homes
- Dedication (text de John Oxenham), veus mixtes, 1960
- The Eastern Heaves are all Aglow (arranjament de William Stickles), veus mixtes, 1962
- The Herder's Song, veus de dones, 1946
- Into the Night, diversos arranjaments
- I Will Lift Mine Eyes, veus mixtes
- The Lord is My Light, veus mixtes, 1940
- A Prayer, veus mixtes
- Sometimes at Close of Day, veus d'homes
- A Song of Joy, veus de dones
- Song of the Brooklet, veus de dones
- The Twenty-Seventh Psalm, veus mixtes
- When I Behold, veus mixtes
- When Jesus Walked on Galilee (arranjament de Carl Deis), veus mixtes, 1951